# Geração de Jesus
Geração de Jesus é o segundo álbum de estúdio da cantora brasileira Jotta A, lançado em 2013 pela gravadora Central Gospel.
O trabalho se destaca pela produção musical da cantora Daniela Araújo e Jorginho Araújo, e sua influência no repertório e arranjos. O disco recebeu avaliações positivas pela mídia especializada. O portal de música cristã O Propagador o caracterizou como uma busca pela identidade da cantora, notável pela influência de Daniela Araújo no repertório, também considerando a sua passagem pela puberdade e tais efeitos em sua voz, arriscando novos elementos sonoros em relação ao anterior Essência. O disco vendeu 30 mil cópias em poucos dias O mesmo foi indicado para Melhor álbum de música cristã em língua portuguesa no Grammy Latino no ano de 2014 ficando apenas atrás do álbum Graça, de Aline Barros.

## Faixas
| N.º            | Título                                      | Letras                                         | Música                                         | Duração |  |
| 1.             | "Geração de Jesus"                          | Jotta A                                        | Jotta A                                        | 3:31    |  |
| 2.             | "Posso Pular"                               | Daniela Araújo                                 | Daniela Araújo / Jorginho Araújo               | 3:24    |  |
| 3.             | "És Fiel"                                   | Daniela Araújo                                 | Daniela Araújo                                 | 3:44    |  |
| 4.             | "Santo Espírito"                            | Elen Diana                                     | Elen Diana                                     | 4:18    |  |
| 5.             | "Até Te Encontrar"                          | Daniela Araújo                                 | Daniela Araújo / Jorginho Araújo               | 4:31    |  |
| 6.             | "Dono do Milagre"                           | Anderson Freire                                | Anderson Freire                                | 5:12    |  |
| 7.             | "Inexplicável"                              | Elen Diana                                     | Elen Diana                                     | 4:54    |  |
| 8.             | "Fé"                                        | Rafael Brito / Pedro Felipe                    | Rafael Brito / Pedro Felipe                    | 3:50    |  |
| 9.             | "Vencedor"                                  | Daniela Araújo                                 | Daniela Araújo                                 | 4:34    |  |
| 10.            | "Juventude"                                 | Jotta A                                        | Jotta A                                        | 3:19    |  |
| 11.            | "Nossa Vibe" (participação de Lito Atalaia) | David Marx / Paulo Zuckini / Rodrigo Magalhães | David Marx / Paulo Zuckini / Rodrigo Magalhães | 3:45    |  |
| 12.            | "Amor Verdadeiro"                           | Jotta A                                        | Jotta A                                        | 3:46    |  |
| Duração total: | Duração total:                              | Duração total:                                 | Duração total:                                 | 44:45   |  |

## Clipes
| Música         | Lançamento            |
| -------------- | --------------------- |
| Vencedor       | 2 de novembro de 2013 |
| Santo Espírito | 2 de novembro de 2013 |